# Liga Guadalupense de Futebol
A Liga Guadalupense de Futebol (em francês: Ligue Guadeloupéenne de Football, ou LGF) é o ramo local da Federação Francesa de Futebol, órgão dirigente do futebol em Guadalupe, uma vez que a ilha é um departamento ultramarino da República Francesa. Ela é a responsável pela organização dos campeonatos disputados no país, bem como da Seleção Nacional.